# Зло: не думай об этом
«Зло: не думай об этом» (англ. The Haunting Hour: Don’t Think About It) — американский детский фильм ужасов 2007 года, основанный на одноименной книге автора Роберта Стайна. Фильм вышел на DVD от студии Universal Studios Home Entertainment 4 сентября 2007 года, и стал первым фильмом direct-to-video, вышедшим на DVD одновременно в широком формате и формате pan and scan. 7 сентября 2007 года он вышел как телевизионный фильм студии Cartoon Network.
Режиссёром стал Алекс Замм, сценаристами — Дэн Энжел и Билли Браун, в главных ролях Эмили Осмент, Коди Линли и Тобин Белл.

## Сюжет
Кэсси Келлер (Эмили Осмент) — девушка-гот, которая только что переехала в город и пошла в новую школу. Она любит подшучивать над своими знакомыми и младшим братом.
По пути в библиотеку она видит странный магазин для Хэллоуина и входит. Продавец (Тобин Белл) дает ей книгу «Зло», на которой предупреждение «Не читать вслух». В эту ночь Присцилла, укравшая книгу из сумки Кэсси, смертельно пугается. Кэсси не обращает на это внимания и читает книгу вслух своему брату.
The Evil Thing is a gruesome beast. 

On living flesh it loves to feast. 

It's a two-headed thing, who you don't wish to greet. 

One head sucks your blood, one head chews your meat. 

It carries its babies, in slimy eggs on its back. 

The babies are hungry, when they hatch for a snack. 

So the Evil Thing traps some poor victim alive, 

For the babies to eat when their birthdays arrive. 

But don't worry, don't cry, please don't have a fit. 

The Evil Thing is not real... 

Unless you think about it. Just remember, don't think about it.
Позднее ночью, Зло, ожившее благодаря мыслям Макса о нём, похищает его, Присциллу и разносчика пиццы. Спасти их должны Кэсси и Шон (Коди Линли).
Кэсси и Шон не могут справиться со Злом сами. Магазин, где она купила книгу, исчезает. Вместе Шон и Кэсси придумывают план — вылить на Зло кровь животного, и заставить его уничтожить себя, пожирая кровь. Этот план проваливается, но затем Макс выливает кровь на Зло, и его головы пожирают друг друга. Потомство, которое успело отложить Зло, оно забирает с собой.
Присицилла обвиняет Кэсси в том, что она ведьма, Шон отвергает Присциллу в пользу Кэсси.
Кэсси, Шон и Макс возвращаются домой и бросают книгу в камин, но домой возвращаются родители и читают её вслух, возрождая зло.

## В ролях
| Актёр           | Роль            |
| --------------- | --------------- |
| Эмили Осмент    | Кэсси Келлер    |
| Коди Линли      | Шон Редфорд     |
| Бриттани Каррен | Присцилла Райт  |
| Алекс Винценред | Макс Келлер     |
| Тобин Белл      | незнакомец      |
| Джон Хокинсон   | мистер Келлер   |
| Мишель Даффи    | миссис Келлер   |
| Майкл Диксон II | разносчик пиццы |
| Найджел Аш      | Ральф           |
| Кейтлин Пиппи   | Эрин            |

## Производство
- Фильм снимался в Карнеги, Пенсильвания, также как в Кренберри Тауншип, Батлер Конти, Пенсильвания, в октябре и ноябре 2006 года[2].
- Грегори Никотеро и Ховард Бергер разработали аниматронного монстра The Evil Thing[3].

## Музыка
Музыка фильма была написана Крисом Хаджианом. В фильме также проигрываются песни поп- и инди-рок-исполнителей.
- Still Alright — Адам Меррин (The 88)
- Tell Me — Failed Flight
- Evil Santa — Chromosome Tea
- Don’t Take It — Марк МакДжиари
- October 31st — Марк Олсон
- I Don’t Think About It — Эмили Осмент

## Критика
- В то время как Даг Бентин называет Кэсси «самым привлекательным персонажем»[4], Уильям Дэвид Ли описывает её как стандартный стереотипичный образ изгоя[5].
- Хизер Борнер критикует фильм за частое использование логотипа Papa John’s Pizza. Она пишет «В фильме не только разносчик пиццы, но эпизоды с пиццей присутствуют и на DVD, логотип виден, и дети в конце восторженно едят пиццу, и даже говорят слова вроде „Какая замечательная пицца!“» Это является очевидной скрытой рекламой в фильме[6].

## Сериал
- Р. Л. Стайн объявил на своей странице на Twitter, что в октябре этого года будет выпущен сериал под названием R.L. Stine’s The Haunting Hour. Он также сказал, что каждая серия будет иметь отдельный сюжет[7].